# René Duverger

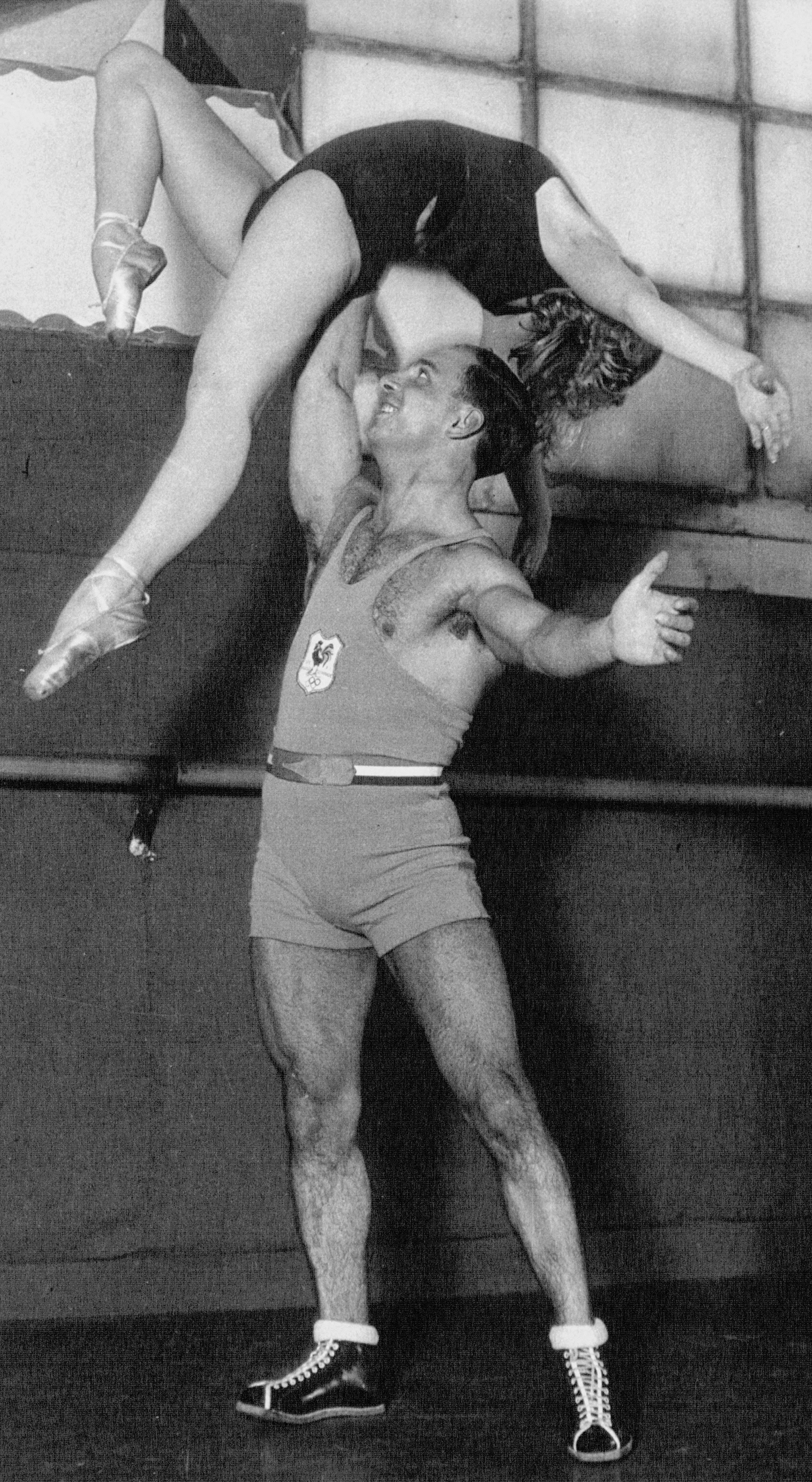
René Duverger, 1932

René Duverger (* 30. Januar 1911 in Paris; † 16. August 1983) war ein französischer Gewichtheber.

## Werdegang
René Duverger wuchs in Paris auf und spielte dort als Jugendlicher Fußball. 1927 begann er zusätzlich mit dem Gewichtheben, entschied sich aber schon bald ganz dafür – eine richtige Entscheidung, wie sich bald herausstellen sollte. Er wurde Mitglied der Sociéte Athlétique Montmartroise Paris und hatte in Jean Dame seinen Mentor. Er fand mit seinen Leistungen bald Anschluss an die internationale Spitzenklasse und wurde bereits 1930 mit 19 Jahren Vizeeuropameister im Leichtgewicht.
Höhepunkt seiner Laufbahn wurden die Olympischen Spiele 1932 in Los Angeles, wo er die Goldmedaille gewann und den einmaligen Triumph des französischen Gewichthebens komplett machte, das bei diesen Olympischen Spielen in den fünf Gewichtsklassen dreimal Gold gewann (René Duverger, Raymond Suvigny, Louis Hostin).
In den folgenden Jahren war er weiterhin erfolgreich, doch gelang ihm kein Titelgewinn mehr. Legendär waren seine Duelle mit den Österreichern Hans Haas und Robert Fein. Im Alter von 41 Jahren erreichte er 1952 noch 282,5 kg im olympischen Dreikampf.
Rene Duverger war nach seiner Zeit als Aktiver lange Jahre Generalsekretär des französischen Gewichtheber-Verbandes.

## Internationale Erfolge
(OS = Olympische Spiele, WM = Weltmeisterschaft, EM = Europameisterschaft, Le = Leichtgewicht)
- 1930, 2. Platz, EM in München, Le, mit 295 kg, hinter Hans Haas, Österreich, 317,5 kg und vor Robert Fein, Österreich, 292,5 kg;
- 1931, 6. Platz, EM in Luxemburg, Le, 287,5 kg, Sieger: Haas, 317,5 kg vor Kurt Helbig, Deutschland, 302,5 kg;
- 1932, Goldmedaille, OS in Los Angeles, Le, mit 325 kg, vor Haas, 307,5 kg und Gastone Pierini, Italien, 302,5 kg;
- 1934, 2. Platz, EM in Genua, Le, mit 312,5 kg, hinter Fein, 312,5 kg und vor Adolf Wagner (Gewichtheber), Deutschland, 295 kg;
- 1935, 3. Platz, EM in Paris, Le, mit 312,5 kg, hinter Karl Jansen, Deutschland, 325 kg und Fein, 322,5 kg;
- 1936, 7. Platz, OS in Berlin, Le, mit 317,5 kg, Sieger: Mohamed Mesbah, Ägypten, gemeinsam mit Fein, beide 342,5 kg;
- 1937, 5. Platz, WM in Paris, 5. Platz, Le, mit 320 kg, hinter Anthony Terlazzo, USA, 357,5 kg, Fein, 355 kg, Jansen, 330 kg und Karl Schwitalle, Deutschland, 325 kg.

## Französische Meisterschaften
René Duverger wurde 1930, 1931, 1932, 1933, 1934, 1936, 1937, 1943, 1944 und 1945 französischer Meister im Leichtgewicht.